# Mon père, ce héros
Mon père, ce héros (conocida como Mi papá es un héroe en Argentina y como Mi padre, mi héroe en España) es una película francesa de comedia de 1991 dirigida por Gérard Lauzier y protagonizada por Gérard Depardieu y Marie Gillain. En 1994 se produjo una adaptación en inglés protagonizada también por Gérard Depardieu.
Marie Gillain fue nominada a un Premio Cesár a la "Mejor actriz revelación" por su actuación. La película se filmó en Paris y Mauricio.

## Sinopsis
André (Gérard Depardieu), que hace poco tiempo llevaba de la mano a su hija Véro (Marie Gillain), ahora se ha dado cuenta de que lleva del brazo a una joven sexy de quince años excesivamente maquillada. Llevado por su deseo de ser un buen padre divorciado, André prepara unas vacaciones con ella fuera de París, pero esta vez nada funciona como pensaba.

## Reparto
- Gérard Depardieu es André Arnel.
- Marie Gillain es Véronique "Véro" Arnel.
- Patrick Mille es Benjamin.
- Catherine Jacob es Christelle.
- Charlotte de Turckheim as Irina.
- Gérard Hérold es Patrick.
- Jean-François Rangasamy es Pablo.
- Koomaren Chetty es Karim.
- Evelyne Lagesse
- Benoît Allemane
- Franck-Olivier Bonnet es el Barman.
- Yan Brian es el Padre de Benjamin.
- Nicolas Sobrido es Maxime.

## Premios
| Premio        | Categoría               | Receptor(es)  | Resultado |
| ------------- | ----------------------- | ------------- | --------- |
| Premios César | Mejor actriz revelación | Marie Gillain | Nominada  |